# Abudża
Abudża (ang. Abuja) – miasto w Nigerii, od 1991 stolica tego państwa, leży w stanie Federalne Terytorium Stołeczne. Siedziba rządu federalnego Nigerii, w której znajdują się najważniejsze instytucje państwowe, zabytki i budynki rozsiane po ponad 50 dystryktach. 12 grudnia 1991 r. miasto zastąpiło Lagos (najludniejsze miasto w Nigerii) jako stolicę.
W 1976 z powodu przeludnienia Lagos zdecydowano się przenieść stolicę państwa do innego miasta. Wybrano Abudżę, gdyż była położona w centrum kraju. Miasto Abudża zostało wybudowane od podstaw w latach 80. XX wieku na obszarze wzgórz Chukuku. Nowe miasto zaplanował japoński architekt Kenzō Tange. Oficjalnie została ogłoszona stolicą Nigerii w 1991. Jej populacja, zgodnie z danymi z 1991, wynosiła 378,7 tys., obecnie liczba mieszkańców wynosi ponad 1 mln.

## Zarządzanie
Miasto jest zarządzane przez Radę Miejską. W Abudży swoje siedziby ma rząd Nigerii oraz Federalna Administracja Terytorialna (odpowiedzialna za otaczające miasto) i Federalne Terytorium Stołeczne. Za FTS jest odpowiedzialny minister, który jest wyznaczany przez rząd. Minister Federalnego Terytorium Stołecznego powołuje członków Rady Zarządzającej Metropolii Abudży.

## Miasta partnerskie
Miasta partnerskie Abudży:
- Brasília, Brazylia
- Detroit, Stany Zjednoczone